# Herbert II de Vermandois

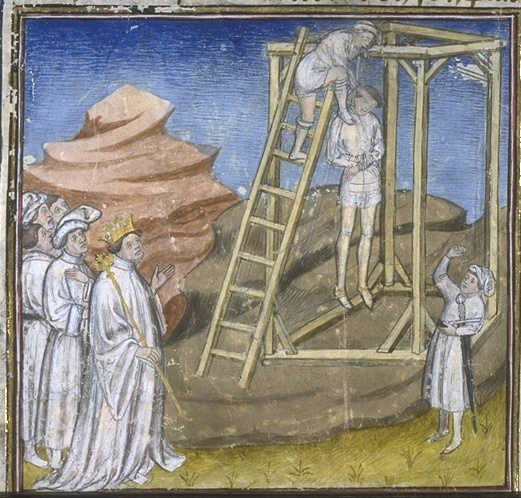
Ludwik IV Zamorski egzekucję wraz z Herbertem II

Herbert II (ur. ok. 880, zm. 23 lutego 943 w Saint-Quentin) – hrabia Vermandois, Vexin i Troyes oraz senior Peronne, Senlis i Saint-Quentin od 900/907 do śmierci, świecki opat opactwa św. Medarda w Soissons w latach od 900/907 do 935 i władca Meaux od 902 do śmierci. Przedstawiciel dynastii Herbertynów, wywodzącej się od Bernarda Longobardzkiego, nieślubnego syna Pepina (syna Karola Wielkiego); był świadomy swego pochodzenia od Karola Wielkiego. Najstarsze dziecko i jedyny syn Herberta I i nieznanego pochodzenia Liutgardy. Jego władza rozciągała się na terenie historycznej prowincji Szampanii.

## Życiorys
Po śmierci swojego ojca (między 900 a 907) odziedziczył jego domenę i dodał do niej klasztor św. Medarda w Soissons, co pozwoliło mu czerpać z niego zyski. Dzięki ślubowi z córką przyszłego króla Franków Roberta I otrzymał w roku 902 Meaux.
W 922 uczestniczył w rewolcie przeciw królowi Francji Karolowi III Prostakowi, która go obaliła. Uczestniczył po stronie Roberta I w przegranej przez byłego monarchę bitwie pod Soissons 15 czerwca 923. Dzięki jego podstępowi (udawał chęć osobistego spotkania) Karol został ujęty w Château-Thierry, gdy szukał poparcia u wikingów (prawdopodobnie o intrydze wiedział nowy władca Rudolfa). Herbert II przetrzymywał byłego króla najpierw w twierdzy Saint-Quentin, a od 927 roku w Péronne aż do jego śmierci w 929. Był nieufny wobec Rudolfa i powiększał swoje tereny kosztem jego domeny, stając się jedną z najpotężniejszych postaci ówczesnej Francji.
W 922 roku arcybiskup Reims Seulf obiecał Herbertowi, że zatwierdzi on jego następcę na tym stanowisku w zamian za pomoc w odzyskaniu przynależnych biskupowi ziem. Po jego śmierci w 925 roku Herbert obsadził na stanowisku swego pięcioletniego wówczas syna Hugo. Wysłał w 926 roku emisariuszy do papieża Jana X, którzy podtrzymali Hugo na stanowisku. Wkrótce potem ojciec wysłał go na nauki do Auxerre, a rzeczywistą władzę sprawował biskup Abbo z Soissons.
W 926 po śmierci hrabiego Rogera z Laon zażądał jego terenów dla swego najstarszego syna Otto. Wkrótce zajął miasto, czemu chciał się sprzeciwić Rudolf Burgundzki. Grożąc wypuszczeniem wciąż żyjącego Karola Prostaka, Herbert zdołał utrzymać miasto przez kolejne cztery lata. W 931 roku monarcha skutecznie odbił miejscowość, umieszczając na stanowisku biskupa Artauda. Do 935, w przeciągu trzech lat, utracił Vitry, Laon, Château-Thierry i Soissons. Interwencja jego sojusznika cesarza Henryka I Ptasznika pozwoliła mu odzyskać wszystkie tereny poza Laon i Reims za cenę przysięgi wierności Rudolfowi. W 928 Herbert uzyskał dzięki Hugo z Arles Vienne, w którym wicehrabią mianował swego syna Otto. Jednakże pierworodne dziecko Herberta zdradziło go i w 938 zostało strażnikiem królewskiej rezydencji w Laon, a do 944 zasiadało w Amiens.
Po 941 sprzymierzył się z Hugonem Wielkim i Wilhelmem I Długim Mieczem przeciw Ludwikowi IV Zamorskiemu, który nadał wówczas Laon synowi Rogera I, Rogerowi II. Udało im się zająć Amiens i Artaud, a także przywrócić dwudziestoletniego już Hugo jako arcybiskupa przy poparciu zwołanego przez nich synodu. Wkrótce mediacja Ottona I Wielkiego w Visé pozwoliła na załagodzenie sporu.
Po śmierci Herberta II w 943 roku jego terytoria zostały podzielone na skutek interwencji Ludwika IV, który zawarł z jego synami pokój oraz przy współudziale Hugona Wielkiego. Otto objął Amiens i Vienne, Hugo jako arcybiskup Reims objął też okoliczne tereny, Herbert – Omois, a Robert – Meaux i Troyes, a Albert ostatecznie w 946 objął hrabstwo Vermandois. Choć Hugo w 940 ostatecznie ponownie objął arcybiskupstwo Reims, ale w 946 Ludwik IV Zamorski odbił miasto i usunął go. Papież Agapit II początkowo wziął Hugo w obronę, ale w 948 został on ostatecznie odwołany i ekskomunikowany przez papieża, na jego miejsce powołano Artolda. Nowy hrabia Vermandois Albert został sojusznikiem Ludwika IV. W 951 roku Herbert Stary porwał z klasztoru ukochaną matkę Ludwika IV, Eadgifu (wówczas wdowę), co rozwścieczyło króla.

## Małżeństwo i potomstwo
Przed 21 maja 907 roku poślubił Adelę, córkę Roberta I, króla Franków, i jego żony Adeli. Doczekali się siódemki lub ósemki dzieci:
- Otton (ok. 915–946), strażnik Laon, sojusznik Ludwika IV Zamorskiego;
- Adela (ok. 915–960), żona Arnulfa I Wielkiego;
- Hugon (920–962), arcybiskup Reims;
- Herbert (III) Stary (910/26–983/5), hrabia Omois, Meux i Troyes, mąż Eadgifu (wdowy po Karolu III Prostaku i córki króla Wesseksu Edwarda Starszego);
- Luitgarda (ur. przed 925, zm. po 985), żona księcia Normandii Wilhelma I Długiego Miecza, a potem hrabiego Blois Tybalda I Oszusta;
- Robert (zm. po 966), hrabia Meaux i Troyes;
- Albert (931/4–987), hrabia Vermandois;
- (być może) Gwidon (zm. po 986), hrabia Soissons.